# Большой водяной питон
Большой водяной питон (лат. Apodora papuana) — неядовитая змея из семейства питоны. Единственный вид рода Apodora.

## Внешний вид
Крупная змея, длиной от 2 до 4 метров. В редких случаях достигает 5 м. Масса тела до 27 кг. Большие водяные питоны обладают крепким телосложением с короткой и широкой головой.
Как правило окрашен в оттенки коричневого, причём спина темнее боков. Голова серая со светло-серыми глазами. Каждая чешуйка визуально чётко отделена от соседних проступающей чёрной кожей. Из-за мелкого размера чешуек тело питона на ощупь мягкое и бархатистое.

## Распространение
Типовая территория: Соронг, Западная Новая Гвинея, Индонезия.
Широко распространён на Новой Гвинее и прилежащих островах (архипелаг Биак и острова Мисоол, Каркар и Фергуссон), являясь эндемиком этих островов.

## Образ жизни
Обитает в дождевых лесах, саваннах и редколесьях. Встречается также в садах, где охотится на крыс и бандикутов. Ведёт в основном наземный ночной образ жизни.
Может питаться различными млекопитающими, в том числе такими крупными как валлаби. Однако значительную часть рациона большого водяного питона составляют змеи, в том числе питоны сопоставимых размеров. Сам большой водяной питон является потенциальной добычей для главного сухопутного хищника Новой Гвинеи — крокодилового варана.

## Таксономия
Изначально вид был описан как член рода водяные питоны (Liasis), но в 1993 году Арнольд Клюге выделил его в отдельный род Apodora. В 2014 году молекулярно-генетические исследования выявили парафилетичность рода Liasis, на основании чего Apodora предложили рассматривать как младший синоним Liasis. Годом позже Баркер с соавторами отметили, что большой водяной питон заметно отличается от водяных питонов как морфологически, так и генетически и восстановили род Apodora. Тем не менее, некоторые авторы не признают род Apodora без включения в него оливкового питона (Liasis olivaceus), образующего кладу вместе с большим водяным питоном.